# Mùa bão Tây Nam Ấn Độ Dương 2024–25
Mùa bão Tây Nam Ấn Độ Dương 2023–24 là một sự kiện đang diễn ra trong chu kỳ hàng năm về sự hình thành các xoáy thuận nhiệt đới. Mùa bão chính thức bắt đầu vào ngày 30 tháng 12, 2024. Những ngày này thường phân định giai đoạn mỗi năm khi xoáy thuận nhiệt đới và xoáy thuận cận nhiệt đới hình thành trong lưu vực, nằm ở phía tây 90°Đ và phía nam xích đạo. Xoáy thuận nhiệt đới và cận nhiệt đới trong lưu vực này được theo dõi bởi Trung tâm Khí tượng Chuyên ngành Khu vực ở Réunion.

## Danh sách bão

### Bão Bheki
Gió giật từ 100 đến 122 km/h đã được ghi nhận tại Rodrigues, Mauritius. Rodrigues Emergency Operations Command báo cáo 64% dân số bị mất điện từ các sự cố mất điện do gió mạnh. Khoảng 50 người phải tìm nơi trú ẩn tại các trung tâm cứu hộ trên đảo, một số người phải kêu gọi các lực lượng cứu hộ cứu giúp. Nhiều đội của công ty điện lực, quân đội và lính cứu hỏa đã được điều động đến nhiều khu vực để thực hiện các công việc cần thiết, cũng như dọn dẹp các con đường bị chặn bởi cây cối và cành bị đổ, nhằm đưa tình hình trở lại bình thường. Sóng biển mạnh cao từ 5 đến 7 m đã gây ngập lụt ven biển. Cũng tại Montagne-Goyave, trường học cộng đồng đã bị thiệt hại nặng.

## Tên bão
| - Ancha - Bheki - Chido - Dikeledi - Elvis - Faida - Garance - Honde - Ivone | - Jude - Kanto (chưa sử dụng) - Lira (chưa sử dụng) - Maipelo (chưa sử dụng) - Njazi (chưa sử dụng) - Oscar (chưa sử dụng) - Pamela (chưa sử dụng) - Quentin (chưa sử dụng) - Rajab (chưa sử dụng) | - Savana (chưa sử dụng) - Themba (chưa sử dụng) - Uyapo (chưa sử dụng) - Viviane (chưa sử dụng) - Walter (chưa sử dụng) - Xangy (chưa sử dụng) - Yemurai (chưa sử dụng) - Zanele (chưa sử dụng) |